# Нестеренко, Екатерина Николаевна
Екатерина Николаевна Нестеренко (в замужестве — Духнина; род. 11 октября 1976, Тамбов) — российская горнолыжница. Участница зимних Олимпийских игр 1998 года. Мастер спорта России международного класса.

## Биография
Екатерина Нестеренко родилась 11 октября 1976 года в городе Тамбов.
Начала заниматься горнолыжным спортом под руководством отца Николая Нестеренко. Впоследствии тренировалась под началом Виктора Тальянова, Леонида Мельникова, Николая Егорова.
Выступала в соревнованиях за Русскую горнолыжную школу из Магадана. Дважды выигрывала чемпионате России в гигантском слаломе (1997—1998), также завоевала по две серебряных (1997 — слалом, 1999 — гигантский слалом) и бронзовых (1998 — скоростной спуск и супергигант) медали чемпионата России. В 1997 году стала бронзовым призёром чемпионата Бельгии в скоростном спуске.
В 1998 году вошла в состав сборной России на зимних Олимпийских играх в Нагано. В скоростном спуске заняла 29-е место, показав результат 1 минута 32,54 секунды и уступив 2,65 секунды завоевавшей золото Кате Зайцингер из Германии.
В 1999 году завоевала бронзовую медаль зимней Универсиады в Попраде в скоростном спуске.
В том же году участвовала в чемпионате мира в Вейле и Бивер-Крике, где заняла 35-е место в скоростном спуске и суперкомбинации.
Завершила карьеру в 1999 году.
Судила соревнования по горнолыжному спорту. Была судьёй всероссийской категории.